# NGC 2106
NGC 2106 is een lensvormig sterrenstelsel in het sterrenbeeld Haas. Het hemelobject werd op 21 november 1835 ontdekt door de Britse astronoom John Herschel.

## Delta Leporis
Vanaf de aarde gezien bevindt het stelsel NGC 2106 zich driekwart graad ten zuiden van de ster delta Leporis (15 Leporis). Amateurastronomen kunnen delta Leporis aanwenden als gidsster om op zoek te gaan naar NGC 2106.

## Synoniemen
- ESO 555-3
- MCG -4-14-40
- PGC 17975